# Mattiastrum cappadocicum
Mattiastrum cappadocicum är en strävbladig växtart som beskrevs av August Brand. Mattiastrum cappadocicum ingår i släktet Mattiastrum och familjen strävbladiga växter. Inga underarter finns listade i Catalogue of Life.